# 李怀秀
李怀秀（?—?），又作李怀节，契丹名迪辇组里、迪辇俎里、迪辇祖里，是契丹遥辇氏的第二任可汗。
开元二十三年（735年），可突余党泥礼弑杀松漠都督府都督李过折，拥立迪辇组里为阻午可汗，他名义上经众部选举为联盟首领，依突厥例称“可汗”。燔柴祭日就职，定“柴册仪”（诸部长同烧柴拜日选联盟首领）以成常规。实权操纵在“夷离堇”涅里之手。李怀秀依附突厥。同年底，遣使赴唐。开元二十五年（737年），契丹被唐兵击败，重建遥辇氏八部联盟，被推选为八部联盟长，确立联盟内军事首领夷离堇制度。天宝二年（743年），又遣刺史等八十人赴唐。天宝四载（745年），后突厥灭亡，三月，契丹投降唐朝，唐玄宗赐迪辇组里汉名李怀秀，拜松漠都督，封崇顺王，以外孙女独孤氏为静乐公主嫁给李怀秀。李怀秀是第六个也是最后一个迎娶唐朝公主的契丹首领，静乐公主是第四个也是最后一个嫁给契丹的唐朝公主。半年后，李怀秀不堪新任营州都督、两番经略使安禄山挑衅、欺凌，杀静乐公主与奚一起反唐。之后与安禄山多次交战，胜负参半。天宝十载（751年，一说十一载）八月，范阳节度使安禄山发兵十余万征讨，大败安禄山军于潢水（今西拉木伦河）南、土护真水（今西辽河上游老哈河）。辽国建立后，阻午可汗的子孙为遥辇九帐之一。
苗润博《重构契丹早期史》考证认为辽朝认定的遥辇氏阻午可汗迪辇俎里和唐代史料中取代李过折、娶静乐公主的李怀秀是两个人物，《辽史》将两人混为一谈。李怀秀杀死静乐公主，天宝五载（746年），唐朝册封李楷落取代李怀秀。于是天宝十载与安禄山交战的阻午可汗并非是李怀秀。唐朝册封的代李过折、李怀秀、李楷落，与遥辇契丹的洼可汗、阻午可汗、胡剌可汗是两个部族系统。